# Blocul răsăritean

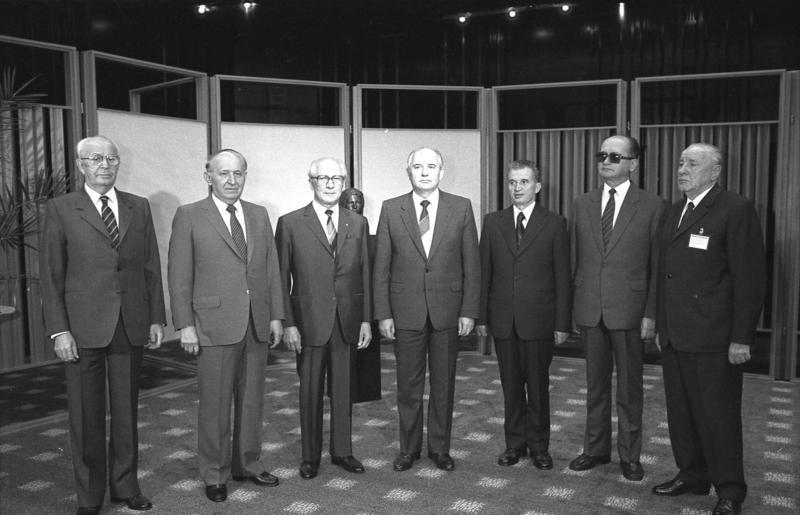
Liderii Blocului răsăritean în 1987 (de la stânga la dreapta): Gustáv Husák (Cehoslovacia), Todor Jivkov (Bulgaria), Erich Honecker (RDG), Mihail Gorbaciov (URSS), Nicolae Ceaușescu (RSR), Wojciech Jaruzelski (R.P. Polonă) și János Kádár (R.P. Ungară).

În timpul Războiului Rece, termenul blocul răsăritean (numit și blocul sovietic sau blocul de Est) era folosit pentru a defini Uniunea Sovietică și tările aflate sub dominația sa din Europa Centrală și Răsăriteană (Bulgaria, Cehoslovacia, Germania Răsăriteană, Ungaria, Polonia, România și – până la începutul anilor 1960 – Albania). "Blocul răsăritean" este de asemenea un alt nume pentru Pactul de la Varșovia (alianță militară condusă de URSS) sau pentru CAER (organizație economică internațională a statelor comuniste).
Republica Socialistă Federală Iugoslavia (RSFI) nu a fost niciodată parte a Pactului de la Varșovia. Deși era un stat comunist, conducătorul țării, mareșalul Josip Broz Tito, a ajuns la putere datorită luptei partizanilor din timpul celui cel de-al Doilea război mondial, nefiind instalat la conducere de Armata Roșie, astfel nefiind dator în nici un fel sovieticilor. În timpul Războiului Rece guvernul iugoslav a stabilit statulul de neutralitate în conflictul est-vest, RSFI-ul fiind unul dintre fondatorii Mișcării de Nealiniere. 
În mod similar, guvernul albanez stalinist a cucerit puterea fără ajutorul Armatei Roșii. Albania (mai precis, Republica Populară Socialistă Albania) a rupt legăturile politice cu URSS, ca urmare a rupturii sino-sovietice, aliindu-se cu Republica Populară Chineză și urmând exemplul politicii antirevizioniste a acesteia din urmă. 
Națiunile din blocul răsăritean au fost menținute în sfera de influența sovietică prin amenințarea forței militare, folosite de mai multe ori până la prăbușirea Uniunii Sovietice:  
- revolta populară anticomunistă est-germană (16–17 iunie 1953);
- Ungaria a fost invadată de Armata Roșie în 1956, după răsturnarea guvernului prosovietic maghiar de către un cabinet comunist mai democratic, care căuta o cale de dezvoltare independentă de Moscova.
- Atunci când Partidul Comunist Polonez a încercat să-l aleagă în fruntea sa pe Władysław Gomułka, armata sovietică prezentă în țară a remis un ultimatum (1956), prin care cerea renunțarea la numirea sus-numitului sau amenința să zdrobească Polonia cu tancurile sovietice.[1]
- Cehoslovacia a fost de asemenea invadată în 1968, după o perioadă de liberalizare cunoscută cu numele de "Primăvara de la Praga". Ultima invazie a fost oficializată în politica externă sovietică ca "Doctrina Brejnev".

Spre sfârșitul anilor 1980, Uniunea Sovietică a relaxat controlul asupra Europei Răsăritene și le-a permis țărilor-satelit o mai mare libertate de mișcare în domeniul politicii interne. 
La sfârșitul anului 1989, toate regimurile comuniste din Europa de Est s-au prăbușit rând pe rând, ba pașnic (ex.: Cehoslovacia), ba violent (ex.: România, Iugoslavia).  
|  |  |
|  |  |

|  |  |
|  |  |